# Unione Sportiva Ravenna 1970-1971
Questa pagina raccoglie le informazioni riguardanti l'Unione Sportiva Ravenna nelle competizioni ufficiali della stagione 1970-1971.

## Stagione
Nella stagione 1970-1971 il Ravenna disputa il girone B del campionato di Serie C, con 22 punti in classifica si piazza all'ultimo posto e retrocede in Serie D con la Torres di Sassari che ha raccolto 27 punti e l'Aquila Montevarchi con 32 punti. Sale In Serie B il Genoa che vince il torneo con 56 punti, seconda la Spal con 54 punti, terza la Sambenedettese con 47 punti.
Quando sembrava che le basi della rinascita fossero gettate in maniera solida, in questa stagione è avvenuto un inaspettato disastro calcistico, ed il Ravenna deve mestamente dire addio alla Serie C. Con l'ultimo posto in classifica e lontano 11 punti dal mantenere la categoria. Sulla panchina giallorossa si sono avvicendati ben quattro allenatori, alla ricerca di una impossibile salvezza: Giuseppe Matassoni, Omero Tognon, Luciano Redegalli e Giorgio Bartolini. Uniche modeste soddisfazioni aver fermato sullo (0-0) la corazzata Genoa di Arturo Silvestri, solo per questa stagione relegata in Serie C e vincitrice del torneo, ed il pareggio (1-1) di Ferrara contro i cugini spallini seconda forza del campionato. Questa stagione era iniziata con un doveroso gesto di riconoscenza, con l'intestazione dello Stadio Comunale all'ex sindaco Bruno Benelli, primo cittadino ravennate dal 1963 al 1967, che aveva creato le premesse necessarie per realizzarlo, morto prematuramente nell'estate del 1968 a soli 46 anni. Migliori realizzatori di questa amara stagione giallorossa Domenico Ciani con 9 reti e Wladimiro Alberti che ne mette a segno 6.

## Rosa
| N. |                   | Ruolo | Calciatore        |
| -- | ----------------- | ----- | ----------------- |
|    | Italia (bandiera) | C     | Wladimiro Alberti |
|    | Italia (bandiera) | A     | Mario Bardi       |
|    | Italia (bandiera) | D     | Giuseppe Barucco  |
|    | Italia (bandiera) | P     | Andrea Belotti    |
|    | Italia (bandiera) | A     | Giuseppe Bertoli  |
|    | Italia (bandiera) | C     | Bruno Boschi      |
|    | Italia (bandiera) | D     | Bruno Bustacchini |
|    | Italia (bandiera) | C     | Marco Capecchi    |
|    | Italia (bandiera) | C     | Domenico Ciani    |
|    | Italia (bandiera) | A     | Mauro Del Vecchio |
|    | Italia (bandiera) | D     | Jader Fantoni     |
|    | Italia (bandiera) | D     | Ennio Feresin     |

| N. |                   | Ruolo | Calciatore          |
| -- | ----------------- | ----- | ------------------- |
|    | Italia (bandiera) | C     | Antonio Fusari      |
|    | Italia (bandiera) | C     | Alvaro Gasparini    |
|    | Italia (bandiera) | D     | Roberto Guzzo       |
|    | Italia (bandiera) | A     | Romano Laghi        |
|    | Italia (bandiera) | D     | Lorenzo Lancini     |
|    | Italia (bandiera) | D     | Benito Michelazzi   |
|    | Italia (bandiera) | A     | Giovanni Reali      |
|    | Italia (bandiera) | C     | Paolo Tazzari       |
|    | Italia (bandiera) | A     | Francesco Trevisani |
|    | Italia (bandiera) | P     | Antonio Vannoni     |
|    | Italia (bandiera) | P     | Franco Vitali       |
|    | Italia (bandiera) | D     | Antonio Zannoni     |

## Risultati

### Serie C girone B

#### Girone di andata
| Arbitro: | Busalacchi (Palermo) |

|                  |           |            |
| Pierbattista 50’ | Marcatori | 9’ Alberti |

| Arbitro: | Barboni (Firenze) |

|             |           |          |
| Alberti 30’ | Marcatori | 90’ Rasi |

| Arbitro: | Crista (Livorno) |

|                                 |           |             |
| Barlassina 8’, 43’ Zucchini 73’ | Marcatori | 90’ Alberti |

| Arbitro: | Laurenti (Padova) |

|                    |           |                                |
| Alberti 49’ (rig.) | Marcatori | 21’ Cavallito 81’, 89’ Volpato |

| Arbitro: | Giardini (Legnano) |

|               |           |  |
| Donatello 40’ | Marcatori |  |

| Arbitro: | Scolari (Verona) |

|                       |           |  |
| Spadoni 15’ Garri 68’ | Marcatori |  |

| Arbitro: | Toso (Grado) |

|  |           |                      |
|  | Marcatori | 29’ (aut.) Trevisani |

| Ravenna 1º novembre 1970 8ª giornata | Ravenna            | 0 – 0 | SPAL | Stadio Comunale\| Arbitro: \| Monforte (Palermo) \| |
| Arbitro:                             | Monforte (Palermo) |       |      |                                                     |

| Arbitro: | Minozzi (Monfalcone) |

|               |           |          |
| Zini 16’, 57’ | Marcatori | 8’ Ciani |

| Ravenna 15 novembre 1970 10ª giornata | Ravenna        | 0 – 0 | Genoa | Stadio Bruno Benelli\| Arbitro: \| Frasso (Capua) \| |
| Arbitro:                              | Frasso (Capua) |       |       |                                                      |

| Arbitro: | Bassignana (Pavia) |

|           |           |  |
| Rolla 69’ | Marcatori |  |

| Arbitro: | Andreoli (Padova) |

|              |           |             |
| Capecchi 28’ | Marcatori | 67’ Bigaran |

| Arbitro: | Tempio (Catania) |

|             |           |            |
| Fantoni 69’ | Marcatori | 90’ Caocci |

| Arbitro: | Iseppi (San Donà di Piave) |

|               |           |  |
| Campanini 65’ | Marcatori |  |

| Ravenna 20 dicembre 1970 15ª giornata | Ravenna                | 0 – 0 | Entella Chiavari | Stadio Bruno Benelli\| Arbitro: \| Perissinotto (Venezia) \| |
| Arbitro:                              | Perissinotto (Venezia) |       |                  |                                                              |

| Imperia 3 gennaio 1971 16ª giornata | Imperia            | 0 – 0 | Ravenna | Stadio Nino Ciccione\| Arbitro: \| Zacchetti (Milano) \| |
| Arbitro:                            | Zacchetti (Milano) |       |         |                                                          |

| Ancona 10 gennaio 1971 17ª giornata | Anconitana                  | 0 – 0 | Ravenna | Stadio Dorico\| Arbitro: \| Artico (Bassano del Grappa) \| |
| Arbitro:                            | Artico (Bassano del Grappa) |       |         |                                                            |

| Arbitro: | Ambrosio (Napoli) |

|               |           |  |
| Trevisani 45’ | Marcatori |  |

| Arbitro: | Pesciarelli (Roma) |

|                                    |           |           |
| Morosini 67’ Giampaglia 75’ (rig.) | Marcatori | 44’ Ciani |

#### Girone di ritorno
| Arbitro: | Perissinotto (Venezia) |

|                              |           |  |
| Alberti 76’ (rig.) Ciani 89’ | Marcatori |  |

| Arbitro: | Prati (Parma) |

|                            |           |           |
| Rasi 3’, 74’ Carnevali 47’ | Marcatori | 83’ Ciani |

| Arbitro: | Bonassi (Parma) |

|                  |           |  |
| Ciani 12’ (rig.) | Marcatori |  |

| Arbitro: | Baciucchi (Roma) |

|             |           |  |
| Volpato 57’ | Marcatori |  |

| Arbitro: | Andreoli (Padova) |

|           |           |                         |
| Ciani 75’ | Marcatori | 39’ Tomiet 40’ Veracini |

| Arbitro: | Vannucchi (Bologna) |

|           |           |  |
| Ciani 32’ | Marcatori |  |

| Arbitro: | Benedetti (Roma) |

|                   |           |           |
| Romano 14’ (rig.) | Marcatori | 10’ Bardi |

| Arbitro: | Zacchetti (Milano) |

|              |           |             |
| Molinari 59’ | Marcatori | 83’ Alberti |

| Arbitro: | Iseppi (San Donà di Piave) |

|                    |           |                      |
| Cassani 30’ (aut.) | Marcatori | 25’ Amadori 50’ Zini |

| Arbitro: | Scolari (Verona) |

|                   |           |  |
| Turone 50’ (rig.) | Marcatori |  |

| Arbitro: | Lenardon (Siena) |

|           |           |            |
| Ciani 20’ | Marcatori | 83’ Spanio |

| Arbitro: | Menegali (Roma) |

|                      |           |           |
| Morosi 38’ Miani 72’ | Marcatori | 87’ Bardi |

| Arbitro: | Fuschi (Pescara) |

|                                |           |  |
| Barucco 63’ (aut.) Derosas 78’ | Marcatori |  |

| Arbitro: | Artico (Bassano del Grappa) |

|           |           |               |
| Bardi 46’ | Marcatori | 90’ Campanini |

| Arbitro: | Bonassi (Parma) |

|               |           |  |
| Montagner 90’ | Marcatori |  |

| Ravenna 23 maggio 1971 35ª giornata | Ravenna                     | 0 – 0 | Imperia | Stadio Bruno Benelli\| Arbitro: \| Fiorenza (Torre Annunziata) \| |
| Arbitro:                            | Fiorenza (Torre Annunziata) |       |         |                                                                   |

| Arbitro: | Lupi (Genova) |

|  |           |                            |
|  | Marcatori | 10’ Plutino 84’ Di Giacomo |

| Arbitro: | Laurenti (Padova) |

|                 |           |           |
| Bonetti 5’, 81’ | Marcatori | 33’ Ciani |

| Arbitro: | Pompili (Lecco) |

|  |           |                |
|  | Marcatori | 72’ Giampaglia |